# Newman/Haas Racing (gra komputerowa)
Newman/Haas Racing – brytyjska wyścigowa gra komputerowa wyprodukowana przez Studio 33 oraz wydana przez Psygnosis 31 marca 1998 roku na PlayStation i 31 grudnia 1998 roku na PC.

## Rozgrywka
W wersji na PC w trybie gry wieloosobowej może uczestniczyć ośmiu, a w wersji na PlayStation dwóch graczy.